# Pargny-et-Filain
Pargny-et-Filain è un comune francese di 371 abitanti situato nel dipartimento dell'Aisne nella regione dell'Alta Francia. È stato istituito il 1° gennaio 2025 dalla fusione dei precedenti comuni di Filain e Pargny-Filain.